# Theresa Russell
Theresa Russell, född Theresa Lynn Paup 20 mars 1957 i San Diego, Kalifornien, är en amerikansk fotomodell och skådespelerska.

## Rollista i urval
- 1976 – Den siste magnaten
- 1977 – Inte en chans
- 1979 – Bländad av makten (miniserie) (4 avsnitt)
- 1984 – Den vassa eggen
- 1985 – Insignificance
- 1987 – Svarta änkan
- 1989 – Utan alibi
- 1998 – Wild Things
- 2002 – Glory Days (TV-serie) (9 avsnitt)
- 2007 – Spider-Man 3
- 2010 – Cold Case (TV-serie) (1 avsnitt)
- 2012 – Liz & Dick (TV-film)